# Ophiocreas gilolense
Ophiocreas gilolense är en ormstjärneart som beskrevs av Döderlein 1927. Ophiocreas gilolense ingår i släktet Ophiocreas och familjen Asteroschematidae. Inga underarter finns listade i Catalogue of Life.